# Paratrechina glabra
Paratrechina glabra är en myrart som först beskrevs av Auguste-Henri Forel 1891.  Paratrechina glabra ingår i släktet Paratrechina och familjen myror. Inga underarter finns listade i Catalogue of Life.

## Bildgalleri

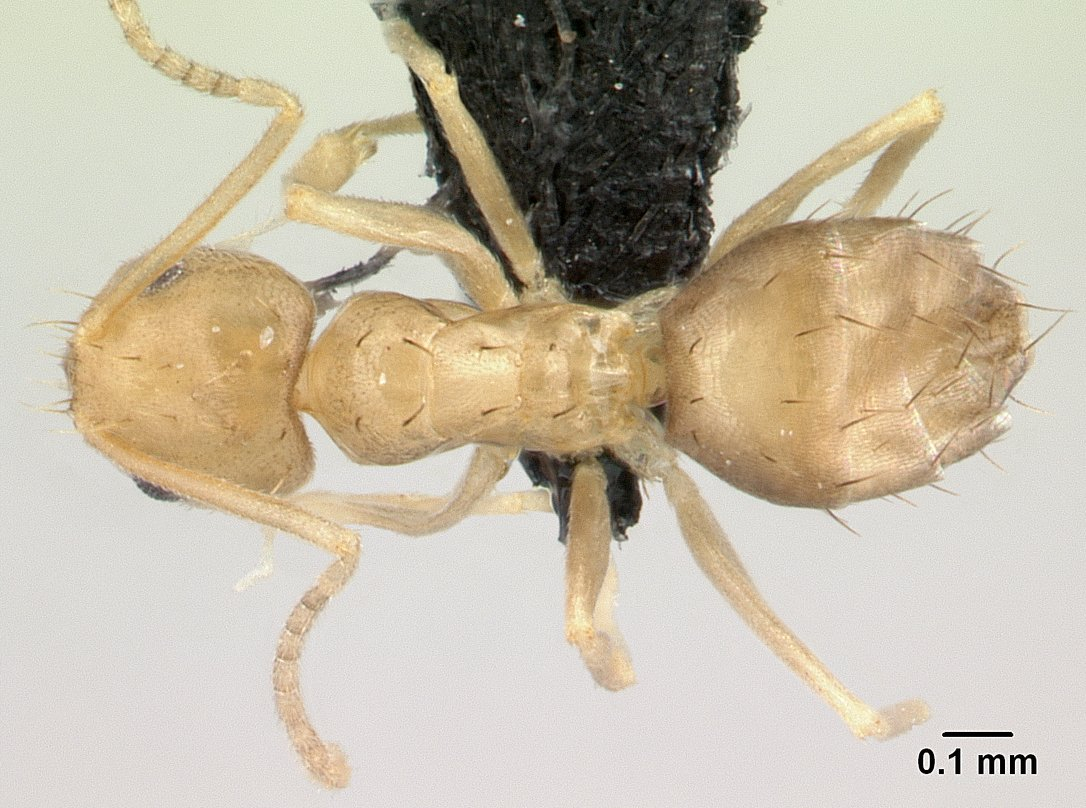
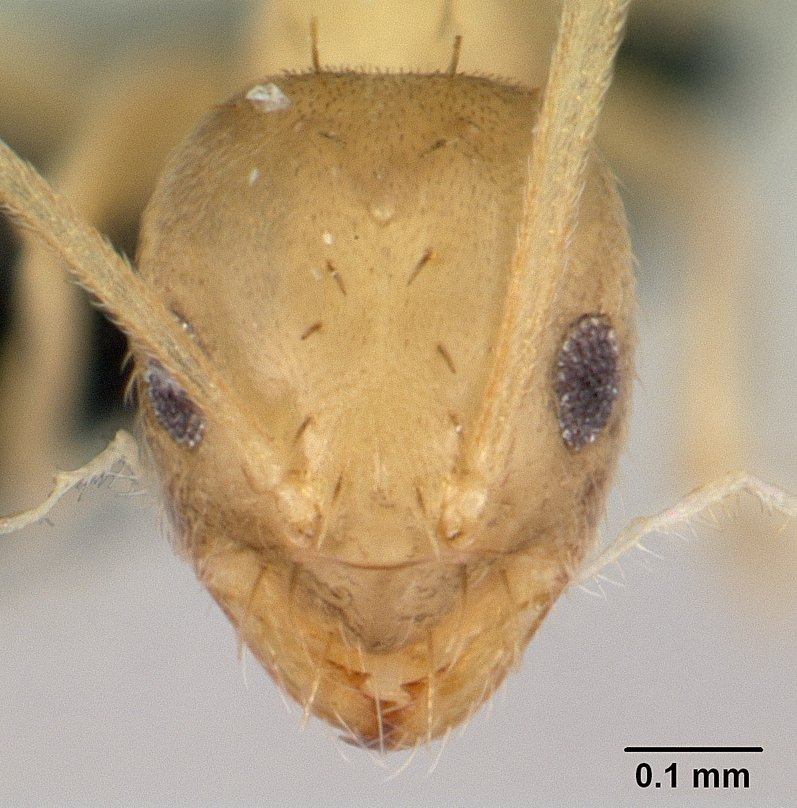
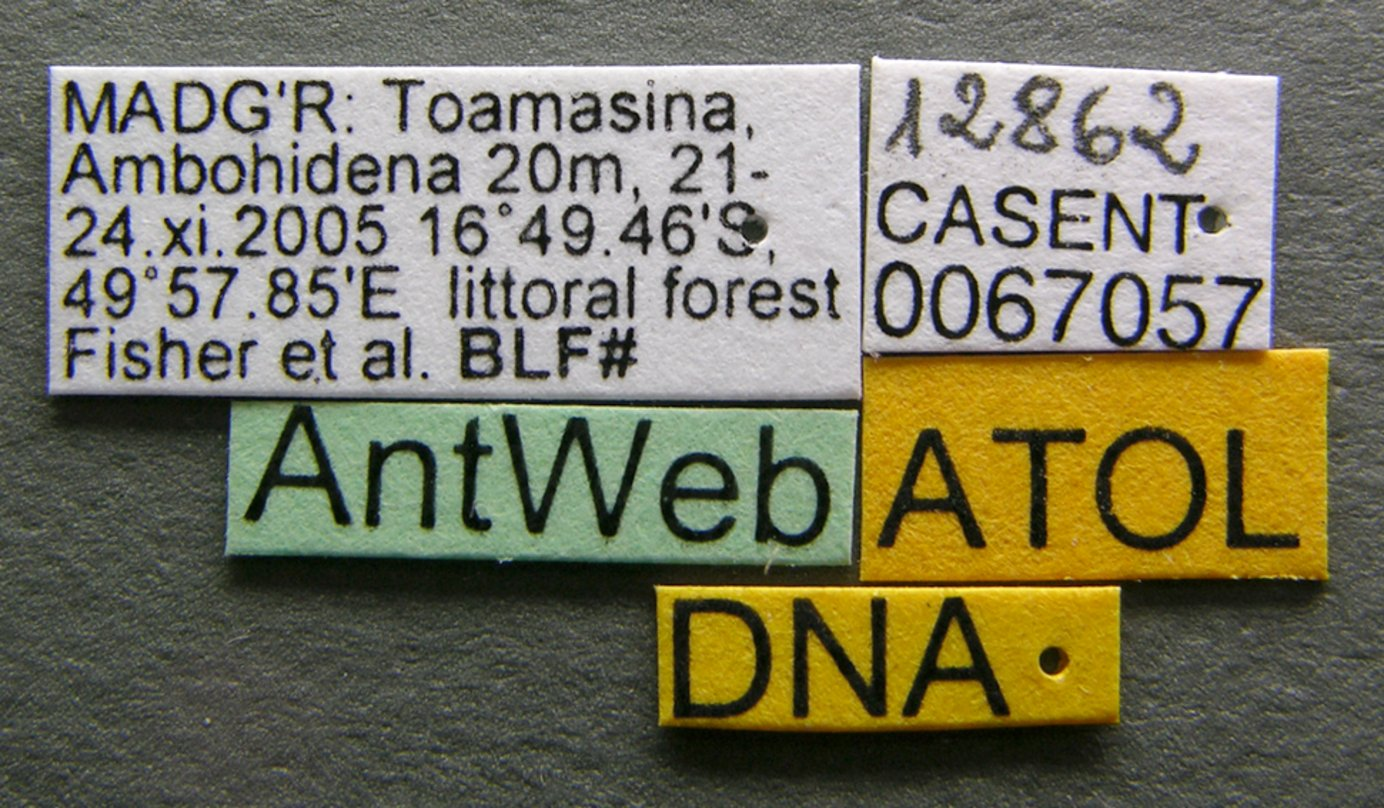
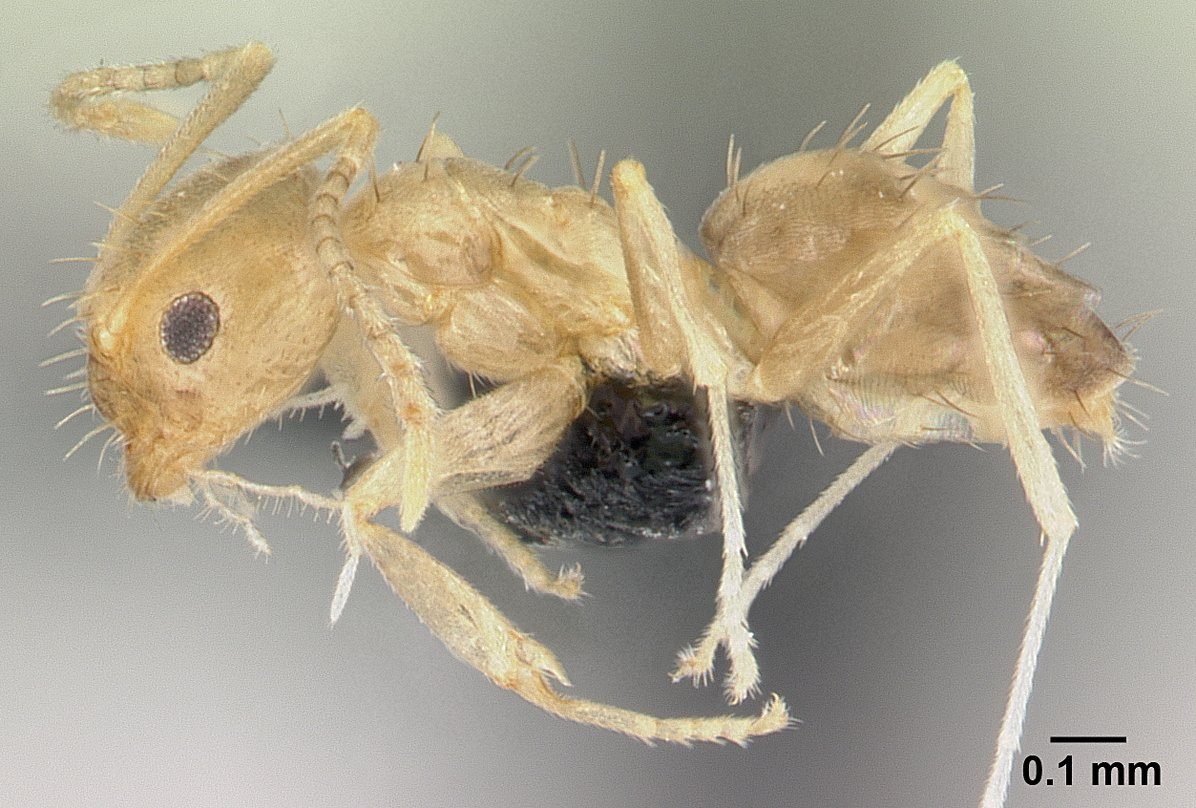
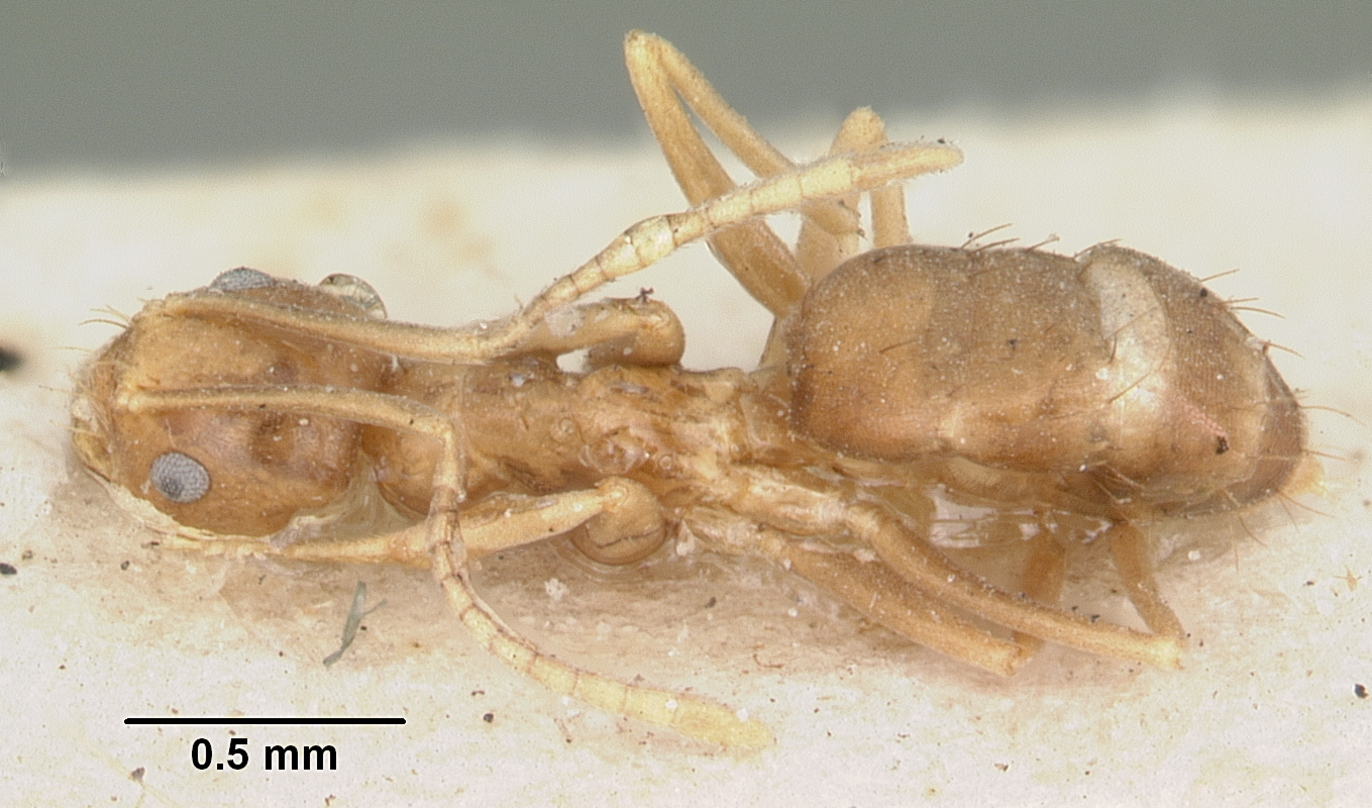
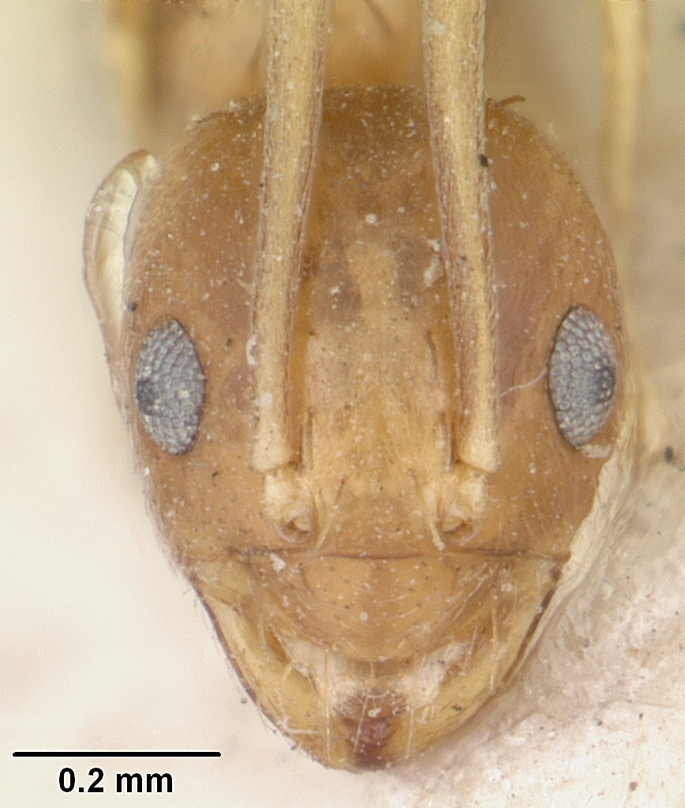